# Anthony Babington
Anthony Babington (Dethick, 24 oktober 1561 - Londen, 20 september 1586) was de leider van een complot om de protestantse koningin Elizabeth I van Engeland om het leven te brengen, zodat de katholieke Maria Stuart op de troon zou komen. Het complot werd al in een vroeg stadium ontdekt door de koninklijke spionagedienst van Francis Walsingham. Babington werd gearresteerd, met zijn medestanders schuldig bevonden aan hoogverraad en op 20 september 1586 geëxecuteerd. De samenzwering leidde uiteindelijk tot de executie van Maria Stuart, omdat zij in een brief akkoord was gegaan met de plannen.

## Jeugd

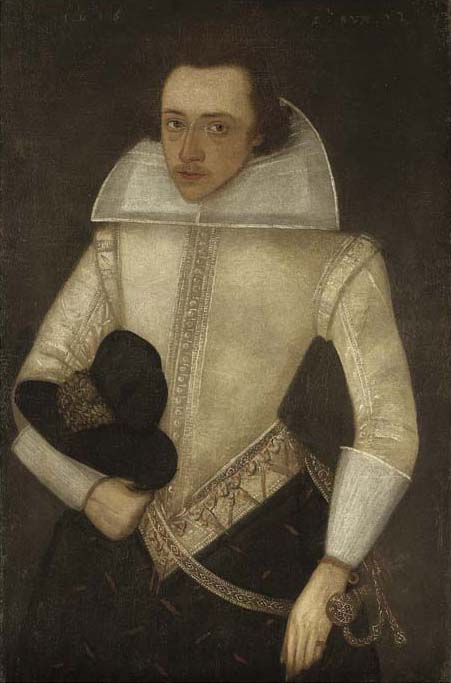
Portret van een jonge man, mogelijk Anthony Babington

Anthony Babington was de oudste zoon van Henry Babington en zijn tweede vrouw, Mary. De familie Babington was rijk en bezat grote landerijen in Derbyshire en omstreken. Henry Babington overleed in 1571; als oudste zoon was Anthony Babington zijn voornaamste erfgenaam. Door een tijdgenoot werd Babington omschreven als  ''aantrekkelijk van gezicht en voorkomen, snel van intelligentie, aangenaam en gevat; hij had een voorliefde voor literatuur die ongebruikelijk is voor mannen van de wereld''. Hij trouwde rond 1579 met Margery Draycot, de dochter van een van zijn voogden. Zij hadden een dochter.
De familie Babington werd verdacht van katholieke sympathieën. Babingtons moeder was de kleindochter van Thomas, Lord Darcy, die in 1536 was geëxecuteerd voor zijn betrokkenheid bij de katholieke opstand de Pilgrimage of Grace. Ook zijn vader, zijn stiefvader en zijn schoonvader waren waarschijnlijk heimelijk katholiek.

## Eerste contacten met Maria Stuart
Babington diende rond 1579 als page bij de graaf van Shrewsbury. Op diens stamslot Sheffield Castle werd de Schotse koningin Maria Stuart gevangen gehouden; zij was in 1568 na een opstand in haar land naar Engeland gevlucht. De katholieke Maria Stuart was een achternicht van de protestantse koningin Elizabeth I van Engeland. De jonge Babington, zelf ook heimelijk katholiek, werd een grote bewonderaar van Maria Stuart.  
Door de leden van de Engelse regeringsraad werd de katholieke Schotse koningin met aanspraken op de Engelse troon gezien als een grote bedreiging van Elizabeth I, en van het protestantisme in Engeland. Maria Stuart, en personen die ervan werden verdacht met haar te sympathiseren, werden door spionnen van Francis Walsingham in de gaten gehouden. 
In 1580 ontmoette Babington in Parijs een aantal vertrouwelingen van Maria Stuart, waaronder haar spion Thomas Morgan. Toen Babington enkele jaren later weer in Engeland was wist hij een paar keer brieven van Morgan aan Maria Stuart door te spelen. Hij stopte met deze koeriersdiensten toen Maria Stuart naar een ander kasteel werd overgeplaatst, waar ze strenger werd bewaakt. Er is wel gesuggereerd dat Babington lid zou zijn geweest van een geheim genootschap dat bescherming zou bieden aan Jezuïeten die clandestien in Engeland actief waren als missionaris. Meer recente bronnen betwijfelen of zo’n genootschap wel heeft bestaan.

## Samenzwering
In mei 1586 werd Babington benaderd door de priester John Ballard, die sinds 1581 in het geheim in Engeland werkte. Ballard vertelde Babington dat er plannen werden gemaakt voor een invasie van Engeland door legers van de Franse Heilige Liga en koning Filips II van Spanje om het katholieke geloof in Engeland te herstellen. Om kans van slagen te hebben zou eerst koningin Elizabeth moeten worden vermoord. Babington wist een groepje jonge katholieken uit gegoede families over te halen zich aan te sluiten bij het complot. Bijna allemaal hadden ze banden met het hof en waren ze bekend bij de Engelse overheid.  
Eén van de samenzweerders, Gilbert Gifford, was in dienst van Francis Walsingham, die ook de correspondentie van Babington met Maria Stuart over het complot al had weten te onderscheppen. In een brief aan Babington van 17 juli 1586 ging Maria Stuart akkoord met de plannen om de macht te grijpen en koningin Elizabeth te vermoorden. Op 4 augustus werd John Ballard gearresteerd. Babington en een aantal andere leden van de groep probeerden tevergeefs zich te verschuilen in St John's Wood. Babington werd korte tijd later gearresteerd in Harrow. 

## Proces en executie
Het proces tegen de samenzweerders vond plaats op 13, 14 en 15 september 1586. Allen verklaarden zich schuldig aan het voorbereiden van de bevrijding van Maria Stuart en het beramen van een moordaanslag op koningin Elizabeth. Babington schoof in zijn verklaringen de verantwoordelijkheid voor het complot zoveel mogelijk af op Ballard. Alle veertien aangeklaagden werden schuldig bevonden en ter dood veroordeeld. In St Giles-in-the-Fields in het westen van Londen onderging Babington als een van de eersten op 20 september 1586 de gebruikelijke straf voor hoogverraad (hangen, trekken en vierendelen), die met zelfs voor die tijd uitzonderlijke wreedheid werd voltrokken. Een dag eerder had hij Elizabeth I tevergeefs een bedrag van 1000 ponden geboden in ruil voor gratie. De bezittingen van de veroordeelden werden verbeurd verklaard. Een deel van de landerijen van Babington werd toch overgedragen aan zijn broers en bleef zo in het bezit van de familie Babington.
De samenzwering, die bekend staat als het Babingtoncomplot, was rommelig verlopen en van begin af aan door de spionnen van Walsingham geïnfiltreerd; de samenzweerders hebben niets bereikt. Het feit dat Maria Stuart in een brief akkoord was gegaan met het complot gaf de Engelsen echter voldoende argumenten om haar te kunnen beschuldigen van hoogverraad. Zij werd op 8 februari 1587 geëxecuteerd.

## Wetenswaardigheden
Het personage Anthony Babington komt voor in films en tv-series over de tijd van Elizabeth I. Hij is gespeeld door
- Eddie Redmayne in de film Elizabeth: The Golden Age (2007)
- Geoffrey Streatfeild in de HBO miniserie, Elizabeth I (2005)
- Charles Rogers in een BBC verfilming van Alison Uttley's boek A Traveller in Time. (1978)
- David Collings in de BBC serie Elizabeth R. (1971)
- Nicholas Agnew in de BBC drama-documentaire Bloody Queens: Elizabeth and Mary. (2016)

- International Standard Name Identifier: 0000 0000 4085 1791
- Library of Congress Control Number: no94002979
- SNAC: w6qz35bp
- Virtual International Authority File: 36491903
- WorldCat: E39PBJmXGCgRFjfbMgrDHyXfMP